# Tricresylfosfaat
Tricresylfosfaat, ook bekend onder de afkorting TCP, is een organofosforverbinding, meer bepaald een triarylfosfaatester afgeleid van fosforzuur en orthocresol. In zuivere vorm is het een kleurloze viskeuze vloeistof. Het technisch product is lichtgeel en bevat naast tri-ortho-cresylfosfaat ook de isomeren met metacresol en paracresol.

## Synthese
Tricresylfosfaten worden bereid door de reactie van cresol met fosforylchloride:
{\displaystyle \mathrm {POCl_{3}\ +\ 3\ C_{7}H_{7}OH\longrightarrow \ (C_{7}H_{7}O)_{3}PO\ +\ 3\ HCl} }

## Toepassingen
Tricresylfosfaat is een weekmaker in nitrocellulose, pvc, acrylaatlakken en vernis. Het is een vlamvertrager in plastics en rubber. Het is een additief in smeerstoffen, hydraulische vloeistoffen en technische oliën. Het werd toegevoegd aan benzine om de voorontsteking te beïnvloeden en als loodvanger in loodhoudende benzine. Omwille van hun giftigheid worden tricresylfosfaten voor deze toepassingen niet meer gebruikt, met uitzondering van motoroliën voor vliegtuigen.
Tricresylfosfaat wordt ook gebruikt als koelvloeistof, als extractievloeistof en het is een tussenproduct bij de synthese van farmaceutische stoffen.

## Toxicologie en veiligheid
Tricresylfosfaat kan worden opgenomen door inademing, inslikken of door de huid heen. Het is een zenuwgif: blootstelling aan de stof kan effect hebben op het zenuwstelsel, met spierverlamming als gevolg. Bij blootstelling aan een hoge dosis kan er blijvende verlamming optreden.
Sinds langere tijd staat de toepassing in vliegtuigmotoren ter discussie. Straalmotoren vereisen synthetische oliën voor de smering. Deze oliën bevatten ingrediënten zoals tricresylfosfaat. De meeste soorten olieafdichtingen en aftapluchtcomponenten in straalmotoren lekken een minieme  hoeveelheid motorolie in de verse luchtstroom van de motoren naar de cockpit en de cabine. Het verschijnsel staat bekend onder de noemer aerotoxisch syndroom.